# Bois de chandelle
Dracaena reflexa
Ne doit pas être confondu avec Bois chandelle.
Espèce
Classification APG III (2009)
Le Bois de chandelle (Dracaena reflexa) est une espèce de plantes à fleurs de la famille des Liliaceae (ou des Dracaenaceae) selon la classification classique ou des Asparagaceae selon la classification phylogénétique.
C'est une plante arborescente tropicale originaire des îles de l'Océan Indien (Madagascar, Comores, Seychelles, Mascareignes) et de Mozambique, c'est aussi aujourd'hui une espèce à l'origine de cultivars diffusés dans le monde entier comme plantes ornementales d'extérieur ou d'intérieur. À Maurice, le bois de chandelle est le nom donné à une autre espèce de Dracaena endémique de l'île: Dracaena concinna Kunth.

## Étymologie et nomenclature
Le nom de genre Dracaena dérive du grec drakaina δρακαινα « dragon femelle », l'épithète spécifique reflexa est la flexion du latin reflexus « recourber ».
Lamarck publie le taxon Dracaena reflexa en 1786 dans Encyclopédie méthodique. Botanique. Il le nomme en français Dragonnier à feuilles réfléchies ou vulgairement Bois de chandelle. Il indique qu'il croît en Île-de-France (île Maurice) et Madagascar.

## Description

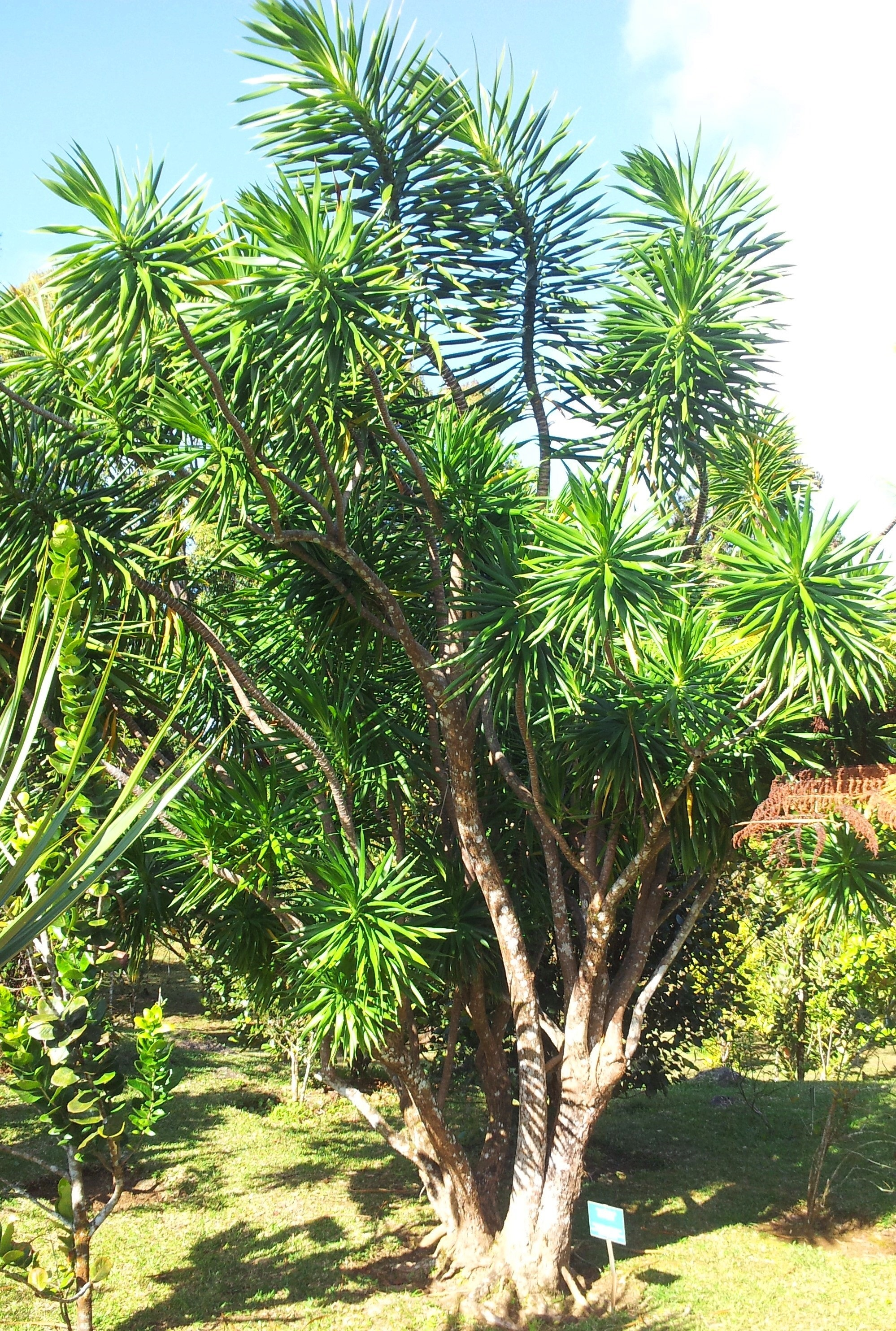
D. reflexa, MonVert Arboretum

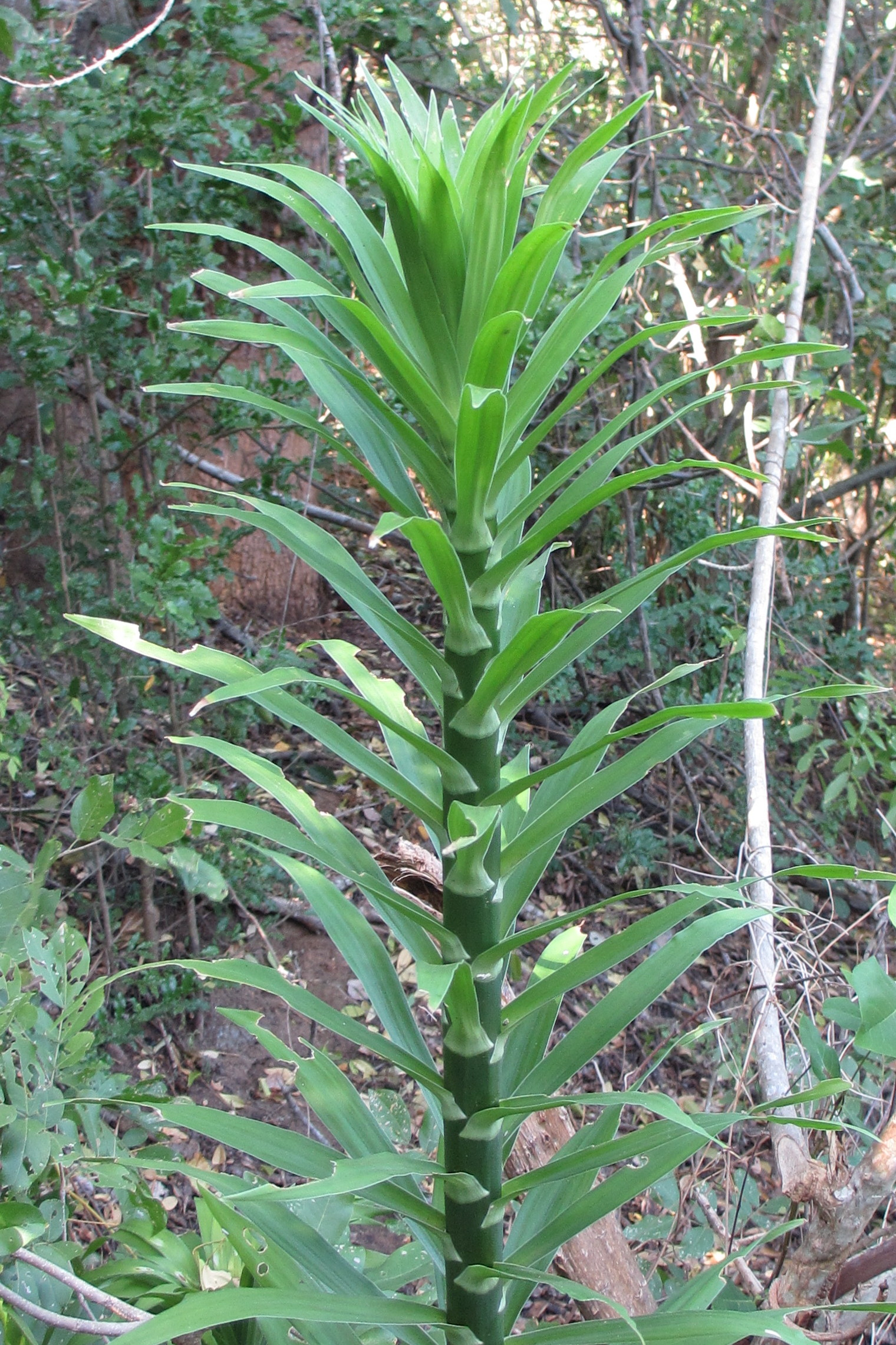
Tige

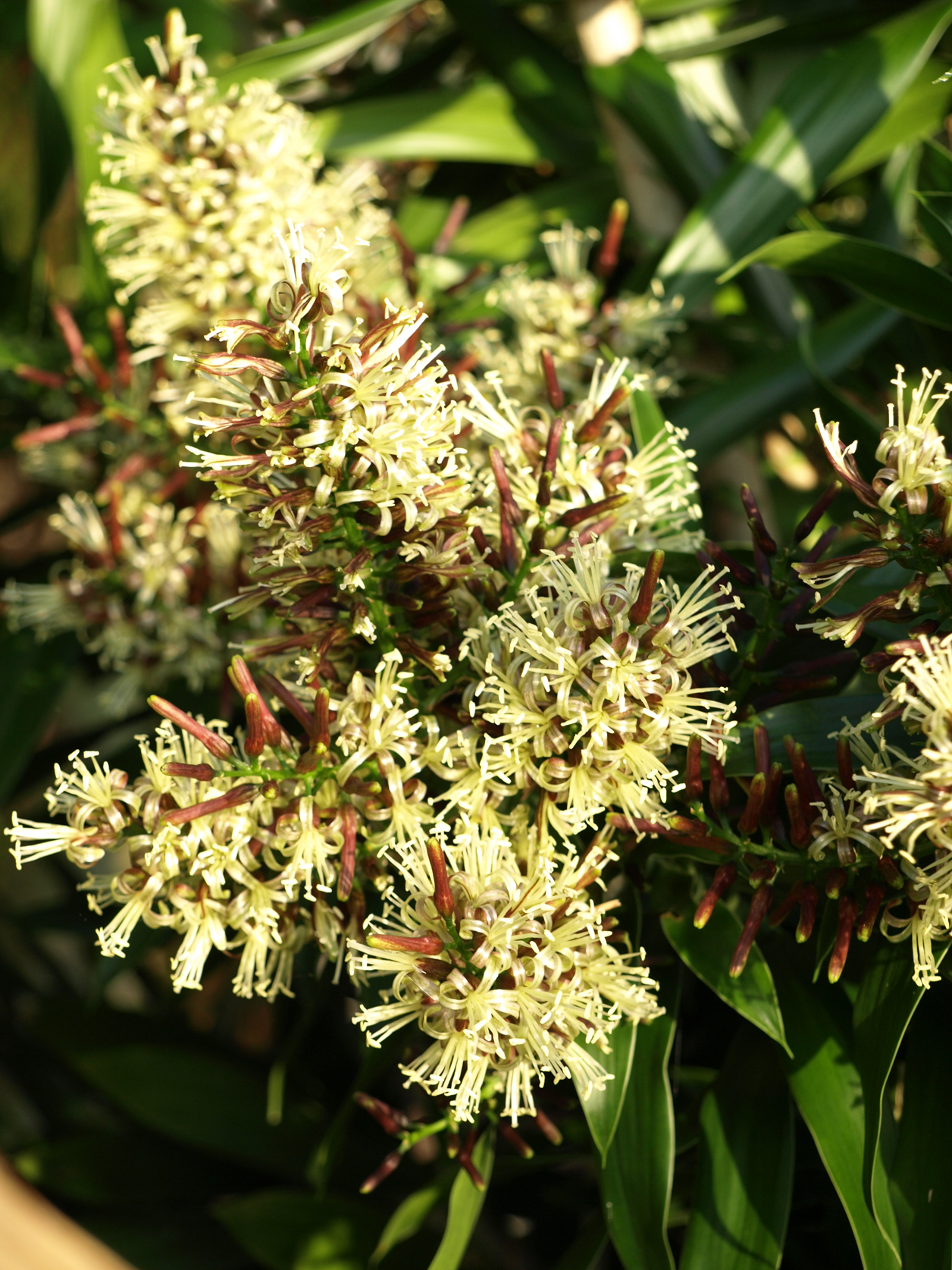
Inflorescence

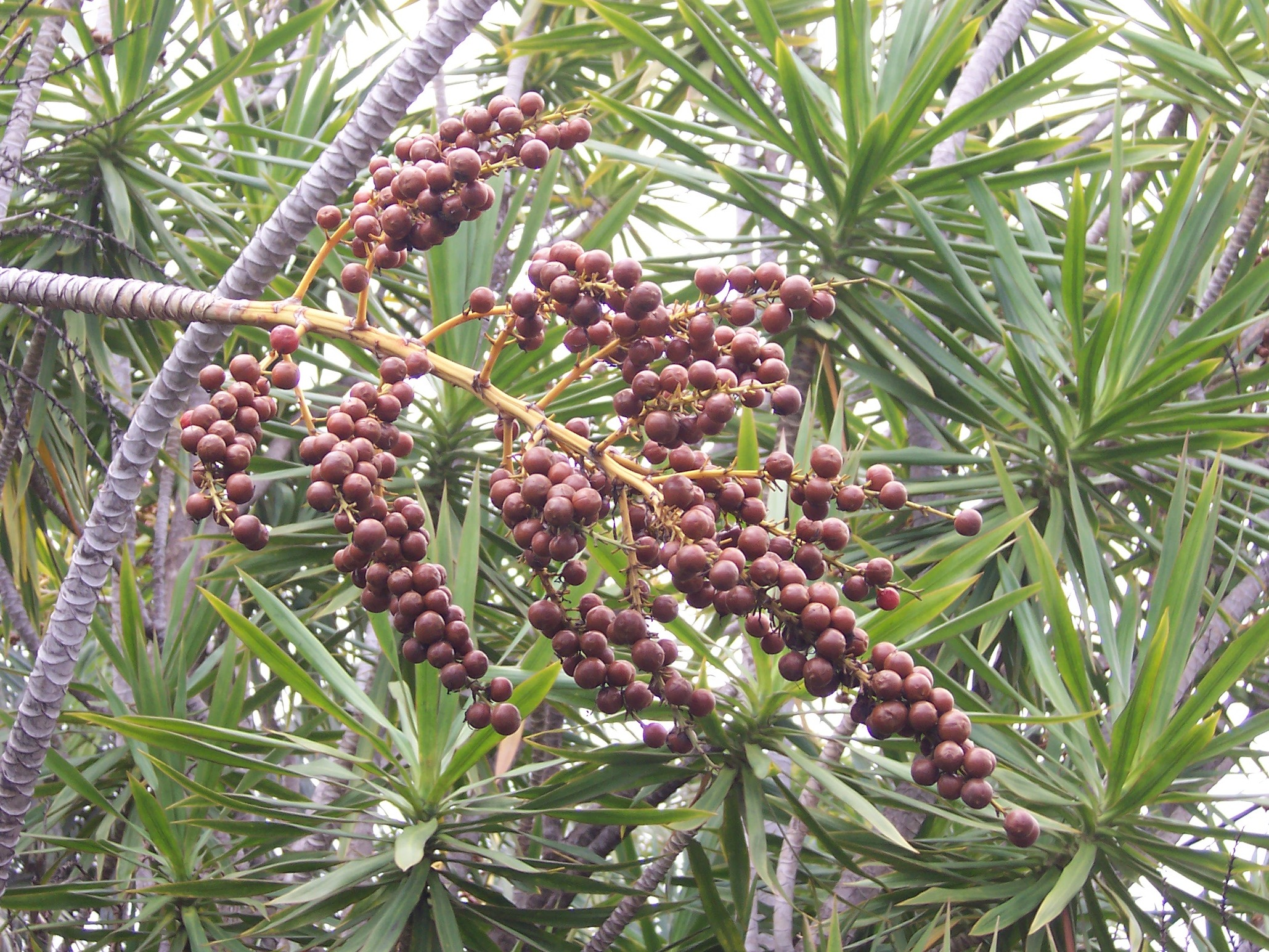
Fructification de bois de chandelle

En général les bois de chandelle atteignent 3 à 6 mètres de hauteur, parfois un peu plus.
Les feuilles sont simples, entières, lancéolées-elliptiques, longues de 5 à 30 cm et larges de 0,5 à 5 cm, à nervation parallèle, amplexicaule (base engainante),. Dans la nature, les feuilles sont en général d'un vert-foncé uniforme. Elles sont disposées en spirale, serrées les unes près des autres pour former des bouquets terminaux. Les marges sont rouges ou vertes.
Les inflorescences dressées ou pendantes, en général ramifiées, portes des fleurs solitaires ou par groupe de 2 à 4, jaune verdâtre, longues de 13-20 mm. Le périanthe de 15-30 mm de long, comporte un tube plus court que les 6 lobes.
Elles donnent comme fruits des petites boules de couleur bronze à maturité, 17-22 mm de diamètre, à 1-3 graines.
Dracaena reflexa est une espèce extrêmement variable aux Mascareignes. D'autres variations se produisent à Madagascar.

## Répartition
Dracaena reflexa est largement répandu dans les îles du sud-ouest de l'océan Indien : à Madagascar, à l'île Maurice, à La Réunion, aux Comores et aux Seychelles (y compris sur l'atoll d'Aldabra). L'espèce est rare sur le continent africain, présente uniquement dans la province de Cabo Delgado, au Mozambique.
En milieu naturel, le Bois de chandelle est une espèce à large amplitude écologique que l'on peut rencontrer dans des formations forestières de types variés. La plante peut s'installer à l'ombre d'un sous-bois et former de longues pousses qui partent chercher la lumière. Peu à peu, l'émission de nouvelles pousses et l'agglomération des différentes tiges permet à un pseudo-tronc de se constituer. Contrairement à d'autres espèces du genre Dracaena comme Dracaena cinnabari ou Dracaena draco qui développent une architecture très ordonnée en forme de parasol, Dracaena reflexa présente tout au long de son existence un port assez désordonné. Les individus forestiers conservent une forme assez lâche alors que ceux qui croissent en plein découvert adoptent une forme plus compacte.
À La Réunion, le bois de chandelle sert à borner les terrains. Il est également parfois utilisé comme tuteur pour la culture de la vanille.

## Culture
C'est une plante ornementale très appréciée. Elle peut se cultiver en intérieur ou en pleine terre dans les zones à climat méditerranéen et climat tropical, mais elle ne supporte pas longtemps une température inférieure à 10 °C ni le soleil direct. Originaire de régions chaudes du globe, la plante apprécie un environnement chaud et lumineux. L'arrosage doit se faire 2 fois par semaine maximum en été et 1 fois par semaine en hiver.

## Variétés et cultivars
La Flore des Mascareignes distingue trois variétés de D. reflexa:
| var. linearifolia | feuilles plus ou moins linéaires, longues de 20-26 cm, larges au plus de 0,5 cm, nervure médiane distincte dessous, branches grêles |
| var. angustifolia | feuilles étroitement ovales ou très étroitement elliptiques, nervures médiane distincte                                             |
| var. reflexa      | feuilles elliptiques, avec ou sans nervure médiane distincte                                                                        |

Il existe des variétés aux diverses couleurs de feuillage ou de fleurs, notamment Dracaena reflexa var. angustifolia le dragonnier de Madagascar, une variété buissonnante à fleurs teintées de rouge à la base des pétales et à feuilles vert-olive à marge rouge.
Des cultivars ont également été propagés en horticulture, en particulier le fameux Song of India au feuillage panaché.
Très facilement bouturable (il suffit de repiquer un bâton feuillé) le bois de chandelle est traditionnellement employé en milieu rural à La Réunion pour marquer les limites des propriétés agricoles ou pour servir de tuteur et d'ombrage à des plantations de vanille.

## Album de photos

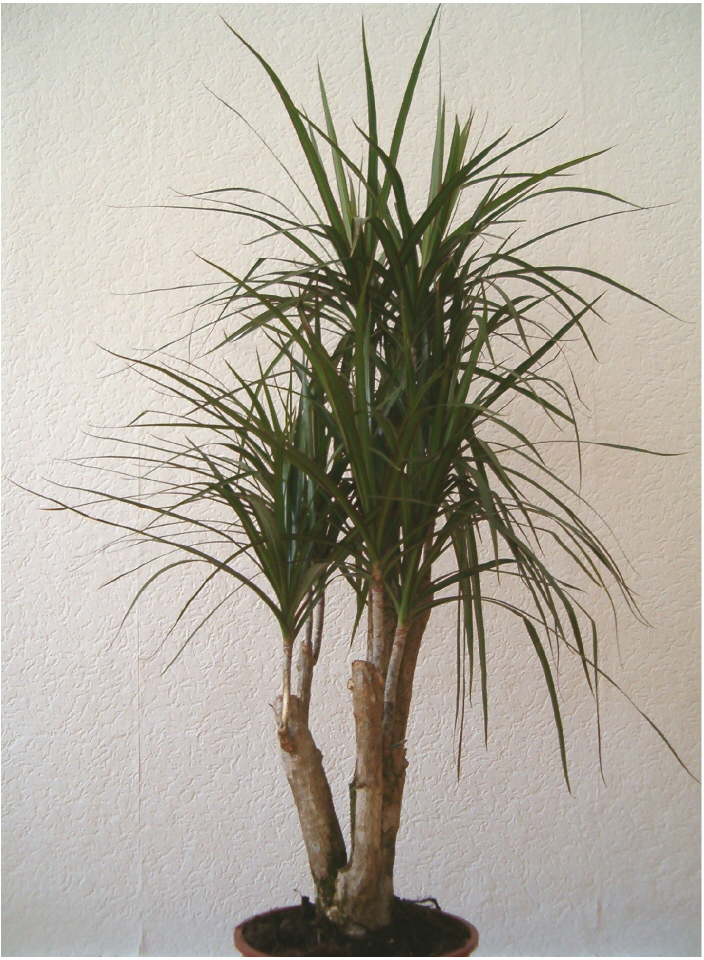
Variété angustifolia Dragonnier de Madagascar cultivé.
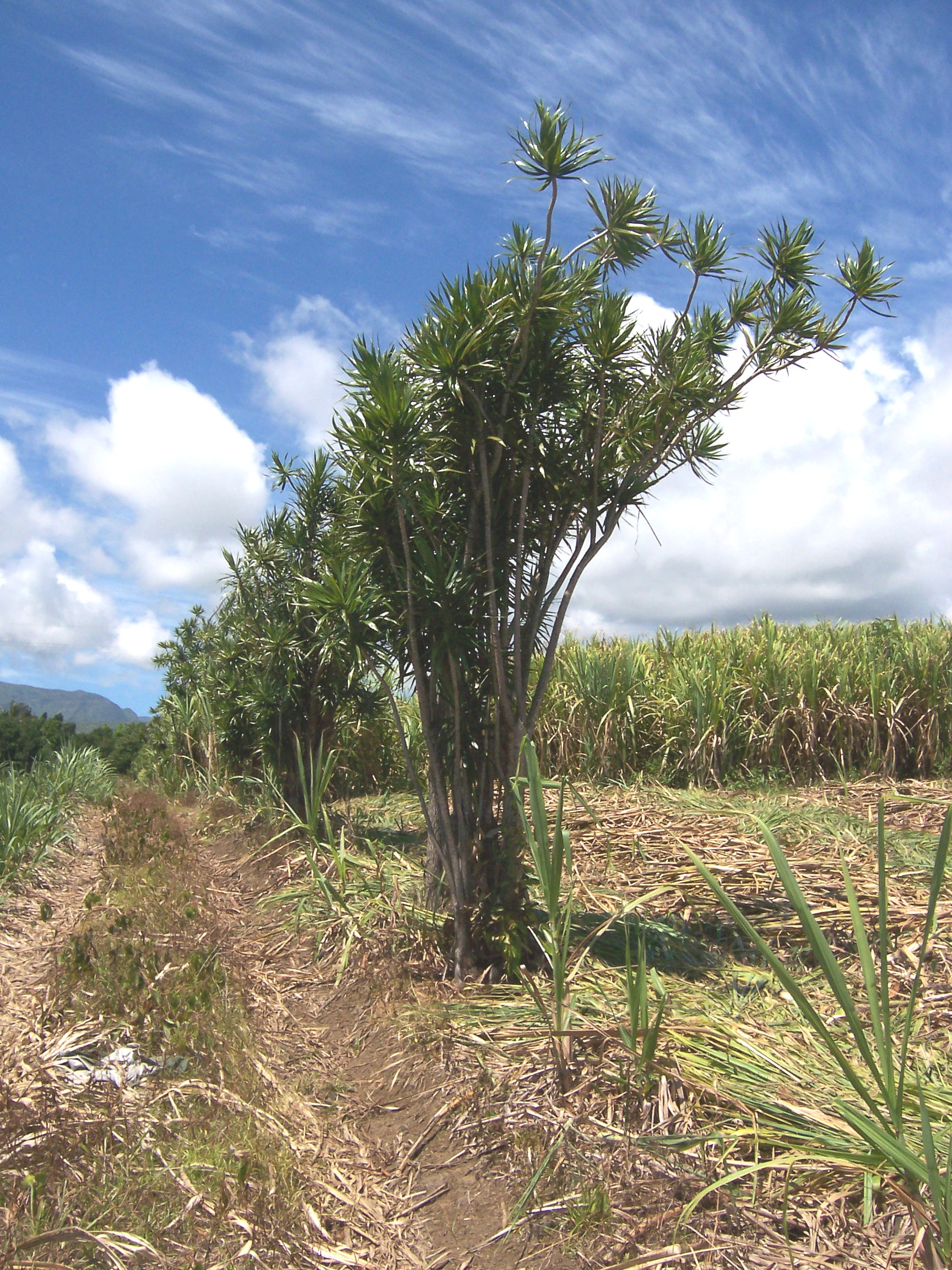
Bois de chandelle marquant les limites de propriétés dans des champs de canne à sucre à la Réunion.
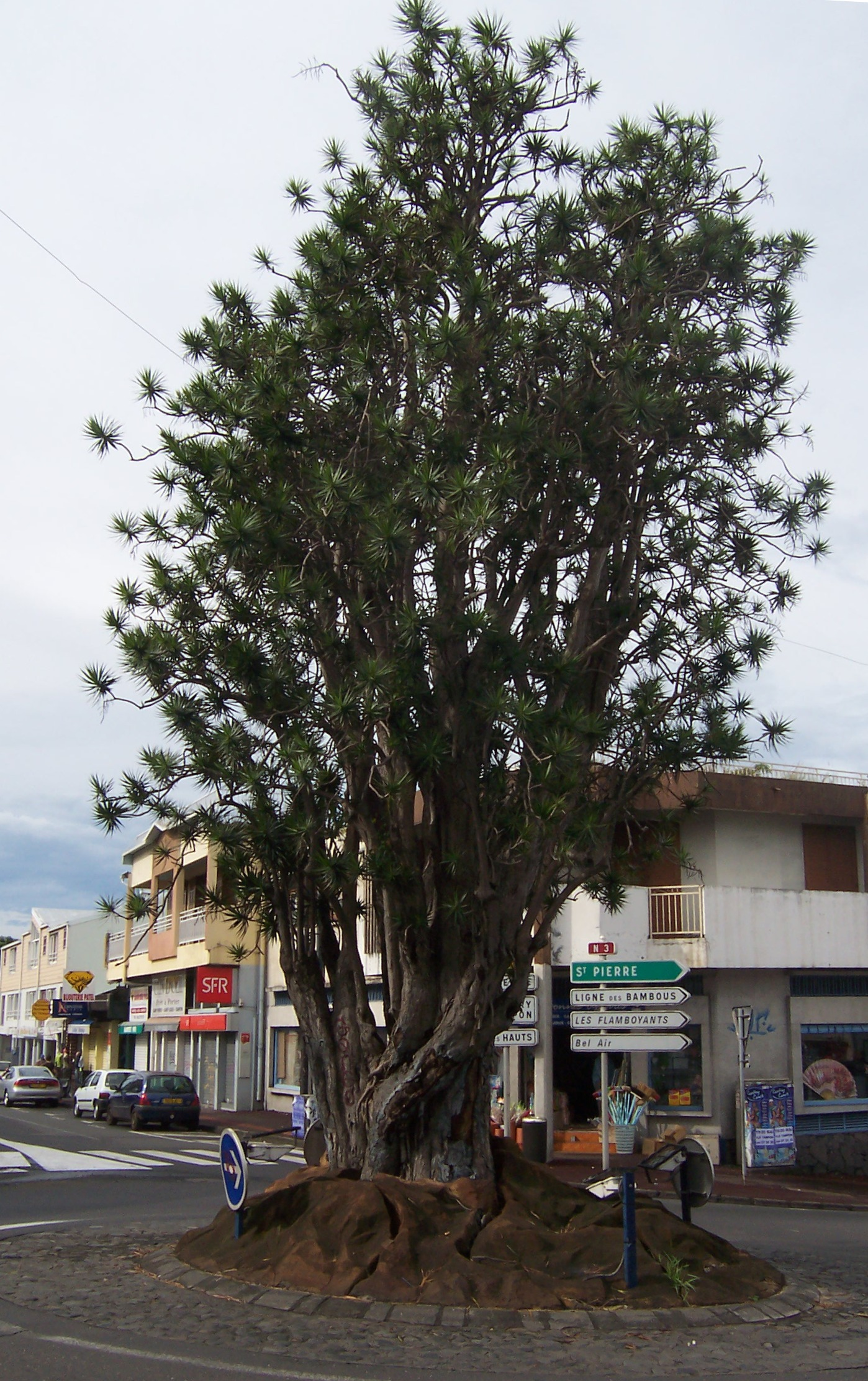
Bois de chandelle transplanté au centre-ville du Tampon (Réunion).
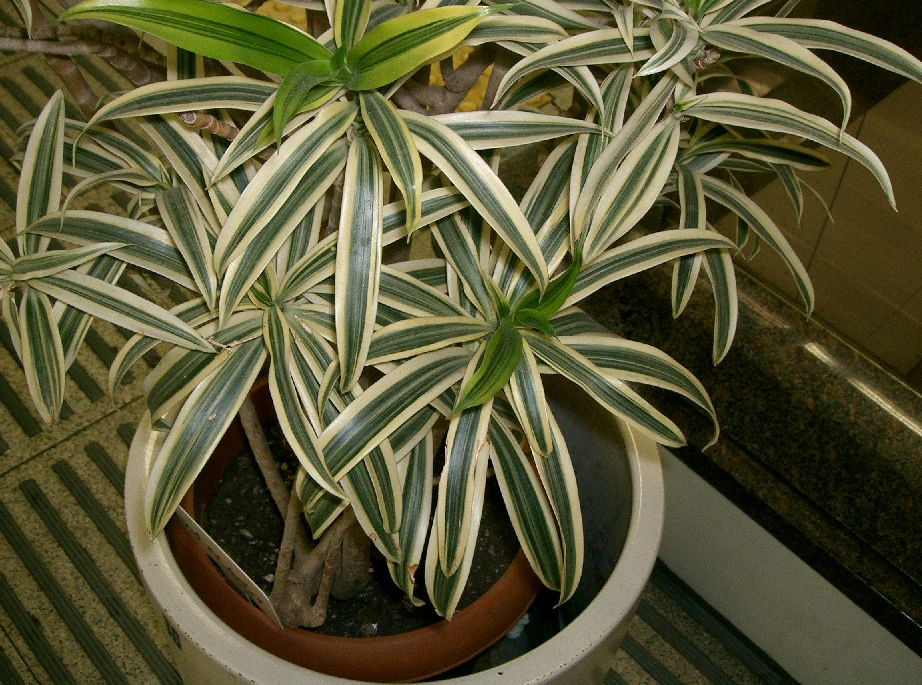
Cultivar Song of India.